# 星光少女
《星光少女》（プリティーリズム，直譯為漂亮節奏）為日本玩具廠商Takara Tomy、Syn Sophia與南韓孫悟空玩具公司聯合製作的女性向跨媒體製作專案，包含了卡片互動街機遊戲、漫畫、動畫和Nintendo 3DS等領域。遊戲終止營運後由新系列《星光樂園》繼續。

## 遊戲概要
《星光少女 迷你裙》（Pretty Rhythm: Mini Skirt）於2010年7月15日的「第1季 夏集合」開始推出。電視動畫開始播放日期為2011年4月並開始推出第1季《星光少女 極光之夢》（Pretty Rhythm: Aurora Dream）。季度上用Arcade Trading Pass來分類，本作的卡片是由塑膠製造的，本季使用心形做Prism Stone的特徵。2012年4月第9季，電視動畫第2期開始播放，名為《星光少女 美夢成真》（Pretty Rhythm: Dear My Future）。2013年1月21日，東京電視台官網上發布了第三期《星光少女 彩虹舞台》（Pretty Rhythm: Rainbow Live）將於2013年4月6日播映的消息。2014年3月29日，東京電視台官網上發布了第四期《星光少女 群星閃耀》（Pretty Rhythm: All Star Selection）將於2014年4月5日播映的消息，第四期動畫將會是系列中最後一期，打後會被姊妹作『Pripara』取代。
2013年3月6日，星光少女機台官網上發布了任天堂3DS遊戲「星光少女．MY☆DECO彩虹婚紗」的體驗版，將於2013年3月20日發售。2013年9月5日，星光少女機台官網上發布了任天堂3DS遊戲「星光少女．彩虹舞台．星光閃耀MY☆DESIGN」的體驗版，將於2013年11月28日發售，可與姊妹作《星光樂園》產生連動，之後的星光樂園偶像時間都用以前的梗！

## 遊戲版本

### 星光少女 迷你裙
第1至第3季的遊戲開始時，角色選擇只有小旋1人，並沒有其他選擇。如果購買Prism Memory Pass保存玩家的遊戲記錄，隋著分數上升，花音和莎莉娜會以特別故事登場，後便可以選擇角色。
第2季「秋集合」中，「迷你裙」的角色（美宥美宥、晴香、小奈）在「星光少女 迷你裙 中段」登場後，角色便可以選擇。在同時，「Prism Stone」這品牌亦在「迷你裙」中增加。「迷你裙 中段」的模式與常規的遊戲規則和操作方法一樣，階段以「今晚首次亮相！"迷你裙"」命名，並以「迷你裙精靈（AKB48DressFirst （页面存档备份，存于）的前座曲，由迷你裙（偶像組合）演唱，收錄於1830m）
」作為固定歌曲。第2季於2010年12月17日運行兩個新賽季，而新階段「Powder Snow Park」亦同時被增加。

### 星光少女 極光之夢
第4季，電視動畫開始播放，小旋的配音員在動畫中改變了，動畫的主角——艾菈在遊戲開始時是一個可以選擇的角色，橫濱的廣場開店同名的店舗「Prism Stone Shop」於新階段中增加。副標題「迷你裙」變成了「極光之夢」。「迷你裙 中段」模式，引用前作。
遊戲系統「Duo模式」增加，可以雙人遊戲進行。還有，遊戲完結後其他遊戲機的協調性表示，3種類中一口氣加入協調的遊戲機「Fans 郵件」附送「打扮投票System」增加。第4季推出中的2011年7月16日，新階段「日落海灘」增加。
第5季和第2 - 4季的「迷你裙」一樣，有新「特別」的Prism Stone的品牌增加。還有，Prism Stone裏面「時尚」的模式，第4季的小旋改變了。第8季的RONI小旋的組合——MARs的成員小旋、艾菈和美音為打扮而努力。 
Prism Stone裡面「建議服裝」模式和第4季的主角小旋，第5季主角變成了艾菈。
第4季「©TOMY / SynSophia」的印記在Prism Stone上的著作權標記和第5季的「©T / S / TX / PRA」不同。
第7季的版本大幅更新，迷你裙的模式被廢除，遊戲開始時選擇遊戲機的角色增加了美音。還有，跳舞遊戲的面孔和「驚喜跳躍」，新排名和「獎牌」增加了。

### 星光少女 美夢成真
隨著電視動畫開始播放第2期，為配合動畫所以大幅度更新，於2012年4月26日開始推出的第9季。此外，亦同時增加美愛、果鈴、彩海等Prizmmy☆的角色，而玲奈這角色在5月才被新增；另外，小要這角色則在6月，於「MARs＆Prism Star 中段」才被新增。額外追加新階段「Prism Future Arena（星光未來舞台）」。系統同時出現新技能「Prism Act」。在第4季以後，「Fans Letter」機能的名稱將改為「Fans Calls」；Prism Show前，四格漫畫風格的故事部份被廢除。
在Prism Stone裏面的「建議服裝」模式，由第9季的主角艾菈，變成第10季的主角美愛（Dear Crown的部分則由海音做建議服裝選擇）。其他，常用的用具和角色的模式，第9季的明星品牌的每個服裝都是最潮流的服裝。
第9季Prism Stone的著作權標記「©T2A / S / TX / PRD」改變了。
第9季推出中的2012年6月15日俱樂部會員的QR碼讀取裝備後會自動登錄「Web Fashion Show」。
7月19日推出開始的第10季，第9季的Prizmmy☆的對手PURETTY的慧仁和希筠登場。8月11日出的潔筠、琪君和素敏增加。還有，第10季開始的新遊戲內，增加了要滿足特定條件轉到「禮品」機能，搭載了Smart Pod Touch和它的連動機能。

### 星光少女 彩虹舞台
2013年4月18日開始的第1階段，隨著電視動畫開始播放第3期而開始。動畫主角小鳴・小杏首被增加；後來，6月6日推出同期角色小糸。由第2階段開始，根據貝兒・音羽・若菜的順序，毎月追加1人。期間限定的角色凜音・純音同時可被使用。角色選擇畫面以動畫季度，重新組成「星光少女・極光之夢」・「星光少女・美夢成真」・「星光少女・彩虹舞台」的選擇組別。新階段「Prism Live Stadium」已被增加。另外，遊戲難度作出變更，取消「超難」模式，以「興致高漲」模式以及「興致高漲簡單版」模式作為代替。以下是描述第1階段的各項改變：
實石・遊戲畫面・系統表面都有相當大的變化。
實石
罕見實石的設計,印刷模樣作出改變。從第1階段起、棱石全部一致更變為由第11季開始添加的「純石」。圖標的稀有值添加，「N（普通-Normal）」・「R（稀有-Rare）」・「SR（超稀有-Super Rare）」・「PR（星光稀有- Prism Rare）」的順序來表示罕見度的增加。
遊戲畫面
背景按鈕設計更新。在人物選擇畫面，屏幕上的左側會顯示人物名稱・右側卻由顯示動畫人物的物品改為靜止截圖一覽。
創建屏幕圖標，增加「造型評價圖標」，獎勵分數與驚喜跳躍的出現次數變得簡單易懂。隨機的星光跳躍將更變成顯示在創建屏幕圖標上，而「跳躍程式」不再顯示。
星光跳躍
新增設置實石品牌的組合跳躍，因此程式會根據衣服品牌的類型而出現不同的跳躍，第１次跳躍是鞋的種類、第2次跳躍是下衣的種類、第３次跳躍是上衣的種類，而根據７大分類而隨機出現跳躍。無論跳躍多少次，跳躍的分數都是固定的。
到目前為止當跳躍進化時，進化前的跳躍不會出現飛行，而根據新的跳躍構成而進行飛行。
第４次跳躍變成引導星光舞者進行「７連跳」的途徑。種類與後述的「DUO模式」的設定相同，若果跳躍進化的話，個人表演或「DUO模式」的分數都會有所提高。當個人表演與「DUO模式」達到７連跳的水平時，第７跳將會與設置的實石的服飾分類相互對應。
星光演奏會
廢止「星光舞台劇」，在相同的條件下導入新表演「星光演奏會」而作難度性的遊戲。同樣地是跳躍，移動的不是紅色與藍色的心而是「羽翼」，遊戲的玩法與「Encore」類同，當同色羽翼移動至指定位置時按下同色的按鈕。可挑戰最高連續跳躍「８連跳」。第03階段後發生了變更，詳情後述說明。
星光巡迴演奏
在指定期間所舉行的機台活動，出現模擬角色對戰的比賽。對戰的角色・舞台（BGM）・目標分數將被認定，因此只有通過４個舞台，舞台的樂曲才會被解放，並會得到虛擬物品「星光羽翼」。
幸運夥伴育成
可以通過得到的分數進行幸運夥伴育成。您可以選擇在育成過程中開發不同的幸運夥伴。在星光遊戲的第４次跳躍時被選擇的幸運夥伴，會出現對應羽翼以支持「７連跳」時的飛行，當幸運夥伴達到最終進化時跳躍也會因而進化，跳躍的分數也會隨之上升。

#### 雙人模式
從2013年10月3日開始運行第03階段，改變為新主題「星光少女・彩虹舞台DUO」開始，遊戲中的「DUO模式」在同時間導入「星光演奏會」，進行大幅度的修改。與個人表演模式相同也是由跳躍構成，第１次跳躍是應對藍色按鈕玩家的上衣品牌・第２次跳躍是應對紅色按鈕玩家的上衣品牌，第３次跳躍是根據星光記憶通行証的排名，第４次跳躍固定是藍色按鈕玩家下衣品牌的屬性所決定。因為幸運夥伴育成的新功能，２人「DUO模式」的分數都不會計算在「幸運夥伴育成點數」。只有在２人的幸運夥伴育成點數累積達標的時候，第７跳的跳躍才會進化。另外，甚至連網上的時裝秀也會與「DUO模式」應對，QR編碼會被顯示在當中。
在星光遊戲中個人樣式・Duo樣式都有著大幅度的更變，在２次與第４次的舞蹈部分，迄今為止都是採用鐘面樣式，而樂譜的按鈕指示則取消由指針顯示，變為以順著鐘面樂譜旋轉的心型光標顯示；在１次與第３次的舞蹈部分，改以新的樂譜指示樣式，紅與藍的心形標記分別由左右兩面流出，當心形標記到達中間指定光標時，按下同色的按扭。在遊戲難度方面，廢止「沒有練習示範」的模式與第01階段增加的「興致高漲簡單版」模式，再度恢復「超難」模式。把星光演奏會的連續跳躍上限調至最高「１０連跳」，無論連續跳躍成功或失敗也好，最後都會以「完成彩虹」而飛行下降。

## 寶石簡介
心形的寶石道具。表面的Prism Stone編號、道具名、道具畫像、標記的類別，同一季同一品牌集齊的「時尚」印刷了。模様內的稀有石編號於末尾的★Mark記載了。第5季增加的編號R的付有稀有石，過去季度的道具復刻。正常石和稀有石全部和道具一樣存在。
遊戲開始時「國際方式道具」以品牌、類別的2種類表示，指定的道具使用量與協調點一起計算。「國際方式道具」的替代品，表示的道具筺体有些差異。

### 原石版本（Prism Stone）
| 版本     | 季度   | 副標題              | 開始推出日     | Prism Stone的數量                           |
| -------- | ------ | ------------------- | -------------- | ------------------------------------------- |
| 迷你裙   | 第1季  | 夏集合              | 2010年7月15日  | 84（正常72+稀有12）                         |
| 迷你裙   | 第2季  | 秋集合              | 2010年10月14日 | 92（正常72+稀有12+迷你裙8）                 |
| 迷你裙   | 第3季  | 集合 季度3          | 2011年1月20日  | 92（正常72+稀有12+迷你裙8）                 |
| 迷你裙   | 第4季  | 極光之夢首次亮相篇  | 2011年4月28日  | 70（正常50+稀有12+迷你裙8）                 |
| 極光之夢 | 第5季  | 星光彩球棒篇        | 2011年7月21日  | 50（正常37+稀有9+特別4）                    |
| 極光之夢 | 第6季  | 明星首次亮相篇      | 2011年9月29日  | 50（正常37+稀有9+特別4）                    |
| 極光之夢 | 第7季  | 少女化妝篇          | 2011年12月15日 | 50（正常37+稀有9+特別4）                    |
| 極光之夢 | 第8季  | 星光天后篇          | 2012年2月9日   | 61（正常37+稀有20+特別4）                   |
| 美夢成真 | 第9季  | Prizmmy☆首次亮相篇  | 2012年4月26日  | 50（正常32+稀有14+特別4）                   |
| 美夢成真 | 第10季 | PURETTY首次亮相篇   | 2012年7月19日  | 50（正常32+稀有14+特別4）                   |
| 美夢成真 | 第11季 | 隊伍重組篇          | 2012年9月27日  | 60（正常41+品牌協作9+稀有5+特別4+純石1）    |
| 美夢成真 | 第12季 | 高空交響篇          | 2012年12月6日  | 82（正常42+品牌協作6+稀有7+特別4+純石1）    |
| 美夢成真 | 第13季 | 選拔！Prism Stone篇 | 2013年2月14日  | 100（正常36+品牌協作10+稀有11+特別3+純石1） |

### 純石版本（Pure Stone）
| 版本     | 階段    | 副標題                     | 開始推出日     | Pure Stone的數量                     |
| -------- | ------- | -------------------------- | -------------- | ------------------------------------ |
| 彩虹舞台 | 第1階段 | Prism Live首次亮相篇       | 2013年4月18日  | 60（正常41+品牌協作7+稀有7+特別5）   |
| 彩虹舞台 | 第2階段 | 極光！心・跳・不・已Days篇 | 2013年7月1日   | 70（正常41+品牌協作19+稀有10+特別9） |
| 彩虹舞台 | 第3階段 | 角色寶石！HeartBeat篇      | 2013年10月3日  | 70（正常41+品牌協作8+稀有22+特別5）  |
| 彩虹舞台 | 第4階段 | 驚喜！冬季白雪篇           | 2013年12月12日 | 61（正常37+品牌協作6+稀有8+特別10）  |
| 彩虹舞台 | 第5階段 | 7色之心！跨越・彩虹篇      | 2014年2月20日  | 65（正常31+品牌協作5+稀有23+特別6）  |
| 群星閃耀 | 第6階段 | 群星閃耀                   | 2014年4月11日  | 85                                   |

### 品牌
基本品牌
閃亮星光（Star）
顏色是銀色（Clear）。注目度高的偶像風格。
甜美愛心（Lovely）
顏色是粉紅色。女孩的可愛風格。
時流行（Pop）
顏色是水色。流行的元氣風格。
優雅淑女（Feminine）
顏色是黄色。少女的淑女風格。
民族風格（Ethnic）
顏色是綠色。個性的民族服。
酷炫個性（Cool）
顏色是紫色。超酷的搖滾風格。
成熟豔麗（Sexy）
顏色是紅色。性感的小惡魔風格。
特殊品牌
Aurora Dream Stone（極光夢幻石）以外的全是「稀有石」。
MiNi SKiRT（第2 - 4季）
顏色是清色（Clear）。屬明星分類。第2季的是白色，第3季的是粉紅色，第4季的是水色的「MiNi SKiRT」之徽標圖樣加入，Campaign限定的特別石的極光色的Bromide Stone。
檢查柄的舞臺服裝。各成員固有的Tops、Bottoms和3人共通的鞋子（Shoes）、Arrangement對應迷你裙模式固有的星光跳躍「Next Star」發動。
Surprise（第5季 - 第06階段）
顏色是黑與粉紅色的混合様式，並加入「Surprise」的徽標圖樣。
浴衣似的和服（第5季），在動畫登場的中學制服（第6季），圍裙式洋裝（同第6季），包含了再次出現的晶瑩純白婚紗（第7季）。
MARs（第8季）
顏色是清色（Clear）。Prism Stone表面是艾菈、小旋和美音每個插圖列印的Art Stone。屬明星分類。
Pure Stone（第11 - 13季）
顏色與被分類的品牌相對應、可根據Stone表面的角度，使用閃亮配置改變Prism的模樣。Stone的切割表面是圓滑的，而不是像普通Prism Stone的切割。
Rare Stone的追加分數會增加30點，加在遊戲中一起計算。
Seventh Coord（第01 - 06階段）
對應顏色的分類的品牌，加入相對的花紋與圖案。
Character Stone（第03 - 06階段）
寶石本身的顏色是明確的。角色的頭像根據品牌的顏色印製在寶石上。
合作品牌
RONI（第8季 - 06階段）
黑色背景加入「RONI」藍色的徽標圖樣。第8、10季的可愛，第9季的Pop分類。
時尚品牌「RONI」的設計者設計此道具。第9季實際發售的服裝化成Prism Stone。
EARTH MAGIC（第9季 - 第06階段）
黑色背景加入「EARTH MAGIC」的徽標圖樣。屬Pop分類。第9季實際發售的服裝化成Prism Stone。
Prism Stone（第9季 - 第06階段）
黑色背景加入「Prism Stone」粉紅色的徽標圖樣。屬第9季的可愛，第10季的Pop分類。實際發售的服裝化成Prism Stone。
Dear Crown（第10季 - 第06階段）
黑色背景加入「Dear Crown」紫色的徽標圖樣和符號王冠的馬克。屬於酷炫分類。
機台不會排出的類型
Aurora Dream Stone （極光幻夢石）（第6季 -）
顏色與被分類的品牌相對應，羽根附有的設計裡面被刻上「PR」的徽標。請注意Prism Stone中，付屬的通常都是心形。1個便可以把全身搭配合而為一的Stone，它的特點是能夠跳出「驚喜跳躍」。
第6季推出開始根據2011年9月末日本麥當勞的快樂設置配布預定，諸事情延期到10月27日發售的「豪華代碼快樂設置」同梱成為初登場。
Bottle Series（香水瓶系列）
顏色與被分類的品牌相對應（有一部份不同）、有著模仿香水瓶的形狀,不過香水瓶的台座可以成為Prism Stone向機台掃描的設置。而扭蛋的禮品一部份是包括Rare Stone。Bottle Series的第一彈是珠寶香水瓶、第2彈是珠寶禮服瓶。
Gacha series（扭蛋系列）
寶石的外殼部分可能是立體的相關商品，下部分是寶石。一部份扭蛋寶石的商品是稀有寶石。如第一彈「珠寶香水瓶」、第二彈「珠寶禮服瓶」、第三彈「幸運夥伴　角色寶石　品牌合作Ver.」、第四弾「PrismStone×MyMelody 商品合作系列」的「MyMelody角色寶石」等等。
Prism Stone Maker（自制石）
是一套工具包含裝飾品與寶石初形，給用家自行配搭與創造屬於自己的寶石。相比那些從機台所排出來的寶石，外殼帶有較為厚的設計，除了本體3種外還附加表面素材套件，連帶裝飾寶石表面的閃石裝飾零件等等（可外購補充包補充裝飾）。因自制石的出現，更推出「寶石裝飾大賽」，並由寶石設計師AKKI擔任評審委員會主席。
Jewelry Music Stone（音樂吉他石）（第01 - 06階段）
以華麗的蝴蝶結作為Stone的記號，在Stone上有著可以裝飾的封條並設置了「Jewelry Stone Music」。
不只是在「星光少女」遊戲機台上使用，如果把Stone設置在6月發售的「Prism Rainbow Guitar」的話，會演出7種顏色的音樂。
ダイヤの入ったジュエリーストーン（鑽石鑲鉗石）
寶石面描繪了蝴蝶花纹，鑲鉗了4顆鑽石在金屬寶石中。只有「P-SA09★ 熱情交響曲禮服」與「SV-11★ 凜音七彩造型禮服」是鑽石鑲鉗石，而且產量甚少。
Charm Stone（魅力石）
有華麗的蝴蝶結繫在寶石頂部，在實石的表面刻有「PR」的標記字。首次出現時，與任天堂3DS的遊戲軟件「星光少女 MY☆DECO彩虹婚紗」捆綁出售「P-U16★ 七色彩虹婚紗」。

### 分類
搭配道具的部分。掃描表可以設置最多5顆的Prism Stone，不可以同時使用2個同類的Prism Stone。
- Hair - 髮型只為和帽子與頭帶包括該付屬類別。
- Tops - 分為單獨的類型和連身裙類型。連身裙類型的道具使用時，褲子和裙子不能使用。
- Bottoms - 下衣、短裙和褲子。
- Shoes - 短襪、緊身衣、打底褲兒童鞋子的付屬與金屬一樣的設計。
- Arrange - 鏡子的印記。分為裝飾品和化妝，眼鏡和太陽眼鏡是屬於化妝的分類。配件和化妝你可以同時使用。

### 搭配
在掃描裝置裡裝上手頭上的Prism Stone進行搭配。搭配Prism Stone後，選擇進行Prism Stone的表演舞台，確認基本資料之後就可以挑戰Prism Show。搭配完結時，第3季的短語是「Prism Change！」，但第4季的短語卻變更為「Pretty Remake！」。

## 遊戲規則
1回合需要100円，投入金幣後會出來1粒Prism Stone。第4季增加Duo模式（2人遊戲）及需要200円，會出2粒Prism Stone出來。Duo模式的Prism Show，1人玩時按紅色的按扭，1人時按藍色的按扭時便會播放。金幣投入和遊戲開始後，Solo模式（1人遊戲）、Duo模式（2人同時遊戲，第4季登場）、Prism Memory Pass使用的有與否的選擇後，Prism Stone便會排出，角色、階段和難度亦可選擇。
功能表畫面的操作左右的紅和藍按鈕，中央有Prism Stone資料表掃描和Turn Table。表演Prism Show時可使用紅色和藍色的按鈕。還有，標題畫面在投入金幣及按下藍按扭時，通常在播放Prism Show前顯示『Pretty Magazine』，可從中免費欣賞其他Prism Stone的搭配。使用Prism Memory Pass時，可以在限制時間內到喜歡的Prism Stone搭配頁面，按按鈕給Fans Calls；同樣可以透過星光電話發佈Fans Calls獎勵點數，给予自己喜歡的Prism Stone搭配。

### Prism Show
音樂遊戲的部分。當鐘面上的回轉指針與紅、藍2個按鈕所對應的顏色標記重疊起来時，瞬間按下同色按鈕；當遊標是曲線繪圖時，按緊同色的按扭直到曲線的尾段。跳躍開動時，會有紅、藍2顆心出現重疊的情況，在完全重疊的瞬間同時按下2個按扭；不過，根據跳躍種類的不同，會有被要求按鈕連打和連續重疊的情況。合計4回的跳躍是否完美跳躍或驚喜跳躍，若在其中1回合以上成功跳出的話，便能挑戰Prism Live。Encore在第九季被Prism Act取代，Prism Act在session01被Prism Live取代。
如果在Duo模式，能夠跳出3次以上的完美跳躍，將會發生「Encore」，能再次上演連續跳躍。。
Prism Show完結後，遊戲和搭配的分數合計出最終得分和排名發表了。Prism Memory Pass持有的場合計算分點，另外登錄Moile site的場合是指全國排名和Moile site大会等項目都可以參加了。

#### 舞台
BGM遊戲開始點選樂曲時，使用Prism Memory Pass，再加上一定條件的話，歌曲就會增加。在季度選擇時候，當舞台歌曲已被添加，寫著「歌」的圖標便會被顯示。另外，版本的更新與季度運轉沒有關係，這是按照被追加的新季度舞台情況而定。
- 濃灰色部分是指廢除了該階段。

| 舞台名稱                 | BGM                               | BGM追加時期          | 備註                                                                                    |
| ------------------------ | --------------------------------- | -------------------- | --------------------------------------------------------------------------------------- |
| Prism Stone Shop         | You May Dream                     | 第4季                |                                                                                         |
| Prism Stone Shop         | 想用1000%的力量來戀愛             | 第7季                |                                                                                         |
| Prism Stone Shop         | 瓢潑大雨HAPPY！                   | 第3階段              | 2013年11月1日中途增加。                                                                 |
| Dear Crown Shop          | Cheki ☆ Love                      | 第10季               |                                                                                         |
| Happy Toy Room           | 少女的煩惱 〜 戀愛EVERYDAY 〜     | 第11季               |                                                                                         |
| Happy Toy Room           | 心・跳・不・已Days                | 第2階段              | 2013年9月1日中途增加                                                                    |
| Go! Go! Calling Stage    | Hop! Step!! Jump!!!               | 第7季                | 2012年1月19日中途增加。                                                                 |
| Fashion Floor            | Original 〜 為我的時裝閃閃發光 〜 | 第4季                | 隱藏階段                                                                                |
| Fashion Floor            | Free Dreamin's                    | 第2階段              | 2013年7月11日中途增加。                                                                 |
| Sweets Cafe              | 單戀的 My Heart                   | 第1季                |                                                                                         |
| Planetarium              | D@nce 〜 魔法的Groove 〜          | 第1季                |                                                                                         |
| Planetarium              | Switch On My Heart                | 第7季                |                                                                                         |
| Prism Land               | 蝴蝶 (PRISM MIX)                  | 第2季                | Prism Style Book 第2季，9頁。                                                           |
| Prism Land               | Pump It Up!                       | 第3階段 （期間限定） | 2013年10月19日中途增加。                                                                |
| Tropical Beach           | 驚喜! Pop'n ☆ Summer!             |                      |                                                                                         |
| Sunset Beach             | Summer Night Evolution!           | 第4季                | 2011年7月16日中途增加。                                                                 |
| Sunset Beach             | Gift                              | 第5階段              |                                                                                         |
| Shopping Mall            | Dreamin' Boys & Girls             | 第2季                |                                                                                         |
| Evening Rock Festival    | 不能再等! After School Rock!      | 第1季                |                                                                                         |
| Evening Rock Festival    | Are You Ready?                    | 第9季                | 2012年6月10日中途增加。                                                                 |
| Starry Sky Rock Festival | 熊熊燃燒的炙熱之心                | 第4季                | 第4 - 6季關於隱藏階段的處理、第7季隨後的Prism Memory Pass，即使不使用，現在也可以選擇。 |
| Starry Sky Rock Festival | Shooting Star                     | 第1階段              |                                                                                         |
| Powder Snow Park         | 我的心是輕飄飄的雪♥               | 第2季                | 2010年12月17日中途增加。                                                                |
| Powder Snow Park         | StarLight★HeartBeat               | 第3階段              | 2013年11月16日中途增加。                                                                |
| Prism Arena              | Step! Step! Step!                 | 第2季                | BGM更多改變                                                                             |
| Prism Arena              | Little Wing & Beautiful Pride     | 第4階段              |                                                                                         |
| Prism Future Arena       | 〜 未來的自己 〜                  | 第9季                |                                                                                         |
| Prism Live Stadium       | Boy Meets Girl                    | 第1階段              |                                                                                         |
| Prism Live Stadium       | EZ DO DANCE                       | 第1階段              | 2013年7月11日中途增加。                                                                 |
| Prism Live Stadium       | CRAZY GONNA CRAZY                 | 第3階段              |                                                                                         |
| Prism Live Stadium       | Butterfly Effect                  | 第5階段              |                                                                                         |
| Galaxy Star              | ※其他階段的曲可以自由選擇         | 隱藏階段             |                                                                                         |
| Galaxy Star Final        | ※其他階段的曲可以自由選擇         | 隱藏階段             |                                                                                         |
| 今夜初次亮相! "迷你裙"   | 迷你裙精靈                        | 第2 - 6季            | 「迷你裙中段」模式専用。                                                                |

#### 難度
- 練習
- 簡單
- 普通
- 難
- 超難[13]
- 最難[13] - 在第一回合，其他難度的正式表演前沒有顯示「示範」的標記。
- 興致高漲
- 興致高漲簡單版

### 排名
星光舞者的等級存在明星排名與時尚排名兩種類型，各自分數與Fans Call的累積計算相應等級的提升。排名的記錄需要單獨地購買Prism Memory Pass。
星光舞者等級
是遊戲分數的等級。全17階段：銅、銀、金、白金、星光天后5階段的等級；增加星光天后以外的另外4個排名：青銅初次亮相、青铜偶像、青銅明星、最高青銅，以此細分為4個等級階段。當等級有所提高時，會有新的角色選擇以及星光跳躍，並且難度增加。。
時尚等級
第4季增加更多星光應援（Fans Call）機能、從其他的玩家那兒接收的Fans Call的總數，會應對相關排名的等級。從「時尚女孩」Stone開始，至最高等級「星光天后」，共有12個階段舞台等級存在。當等級有所提高時，會有新階段的舞台和Duo的跳躍，並且難度增加。。
吉祥物獎牌（第7季 - 第8季）
第7季以後的Prism Show獲得以下分數（平日獎勵、發送Fans Letter、購買Prism Stone獎勵除外），每達到3萬分點將得到「咪咪、貝貝、拉拉」的順序所顯示獎牌等級，12萬點可得到企鵝老師的獎牌。再者，在「吉祥物認定會」被認定的獎牌將會消失；不過，如果再次積蓄分點，獎牌會再被顯示。
如果通過企鵝老師獎牌的認証，使用Prism Memory Pass通過用來認證的機器，被認定後可得到極光之夢系列Prism Stone。
企鵝老師獎牌（第9季 - 第13季）
第9季以後，「企鵝老師獎牌」取代「吉祥物獎牌」。只要在Prism Show獲得以下分數（平日獎勵、發送Fans Calls、購買Prism Stone獎勵除外），每達到2萬4千分點將得到「雅米、莉米、蕾米、美米」的順序所顯示獎牌等級，12萬點可得到企鵝老師的獎牌。再者，在「企鵝老師認定會」被認定的獎牌將會消失；不過，如果再次積蓄分點，獎牌會再被顯示。
如果通過企鵝老師獎牌的認証，使用Prism Memory Pass通過用來認證的機器，被認定後可得到交響曲系列Prism Stone。
桃子的獎牌（第01 - 06階段）
Session01以後，「桃子的獎牌」取代「企鵝老師獎牌」。只要在Prism Show獲得以下分數（平日獎勵、發送Fans Calls、購買Prism Stone獎勵除外），每達到1萬5千分點將得到「赛西妮、庫倫、艾丝妮、菲米妮、波寶、拉芙鈴、丝丹」的順序所顯示獎牌等級，12萬點可得到桃子的獎牌。另外，每升一個等級，星光羽翼（プリズムフェザー）都會隨著吉祥物屬性改變。再者，在「桃子認定會」被認定的獎牌將會消失；不過，如果再次積蓄分點，獎牌會再被顯示。
如果通過桃子的獎牌的認証，使用Prism Memory Pass通過用來認證的機器，被認定後可得到稀有Prism Stone。

## 漫畫

### 概要
有多個漫畫化作品存在。最初開始被連載的是朝吹茉莉的漫畫作品，從2010年8月號到2012年6月其間，在集英社『Ribon』中連載。與此同時，於2011年隨著動畫片第1期的播放開始，作為『Ribbon』競爭雜誌小学館的『Ciao』。根據藤實莉緒的作畫與動畫版的基本設定相同，所以漫畫連載被採用。除了兩個作品外，立花真未的作畫『Pucchigumi』中，卡娜奇詩織的作畫『小学一年生』中，從2011年起依據動畫片第1期及第2期的設定，進行漫畫的連載。

### 故事大綱
主角天宮旋未來的夢想，是成為專業Prism Show的星光舞者。以下落不明的母親神崎曲那樣的星光舞者作為目標，但並未成熟。不過，喜歡Prism Show的心不會輸給任何人。
在Pretty Top入學審査的練習中，遇見響與渡。而且，在Pretty Top中認識了莎莉娜與花音。以星光舞者作為目標，與最好的朋友們一起努力，是一個關於活力小旋的故事。

## 劇場版

### 星光少女 群星閃耀 星光☆十強
是星光少女系列的初次劇場作品，選取『星光少女 極光之夢』、『星光少女 美夢成真』、『星光少女 彩虹舞台』中10首表演曲目，以排名的形式介紹包含新作的部份，再重新編集成電影播放。
在一部的上映館舉行Prizmmy☆的迷你演唱會（只有美愛因流行感冒而缺席），於3月16日的橫伯格13，為了讓觀眾帶動演唱會的高潮，在開始時還是可觀看到勁歌熱唱的上映。除了入場者特典可得到稀有寶石作禮物之外，在首日放映的詢問處或演唱會中派發寶石作為禮物。
標語是「全國女孩所憧憬的星光少女大集合！」。

### 星光少男 KING OF PRISM
2015年10月4日，在官方的粉絲活動『Edel Rose入學説明會』中公開發表。2016年1月9日起公開預定。
經過星光少女與星光樂園的交接後一年，在全世界認為向星光樂園的移行完結的時期，發表突發性的新展開。
由『星光少女 彩虹舞台』中登場的男子偶像組合「Over the Rainbow」主演的番外作品，『彩虹舞台』本篇的2年後，為男星光舞者所舉行的大會「星光天王盃」作為舞台，描寫男星光舞者們的發展。
為了「星光天王盃」而不斷練習的Over The Rainbow等人，突然出現了對立的勢力「Schwartz Rose」（シュワルツローズ），到底最後「星光天王盃」的勝利者會是何人呢！！？

## 時尚品牌
於2011年4月開始，與電視動畫播放聯繫的時尚品牌Prism Stone（プリズムストーン）正式開業。商店以銷售遊戲登場角色的衣服和商品為主，而商店的名稱與動畫內的品牌相同。於2011年4月，首間真實商店在橫濱開業以後，仍然向日本國內各地發展。在2012年4月的同一時間，亦開始了與動畫第2季的聯繫工作，以結合傳統Prism Stone商店的新品牌Dear Crown（與動畫內品牌同名的真實商店）在東京、台場正式開業。
這兩個名牌都屬於TAKARA TOMY公司TinkerBell實體商店營運管理。
於2012年3月30日，太平洋橫濱，Takala Tomy所主辦「Pretty Girl Dream Challenge 2012」的活動中，「Number of Models Fashion Show Catwalk」通過健力士世界紀錄的認定，得到世界紀錄的證明。

### Prism Stone

Prism Stone LOGO

Prism Stone（プリズムストーン）由第一期動畫極光之夢播放的開始，於2011年4月展開產品開發的時尚品牌。一部份的Prism Memory Pass、啦啦球棒或大型幸運夥伴毛绒玩具等角色商品，都以這個品牌發售。商店以可愛風格為主。
商店全都放滿了女孩子喜歡的衣服，以此滿足他們對「可愛」與「流行」衣服的渴求。以「Prism Stone」追求新的自我是品牌的大方針。

### Dear Crown

Dear Crown LOGO

Dear Crown（ディアクラウン）由第二期動畫美夢成真播映開始，於2012年4月展開產品開發的時尚品牌。加入了金色的設計，鮮艷色彩使用下降成為了最大的特徵；時裝風格以成熟為主。
稍微伸延向成熱路線發展的少女品牌，逗弄漂亮女孩的探險心，以此滿足他們對「酷炫」與「性感」衣服的渴求。以「Dear Crown」追求新的自我是品牌的大方針。

## 電視動畫

### 星光少女 極光之夢（第1期）
愛好打扮，內向並且不擅長運動的女生，卻因為一次突如其來的事件成為星光舞者的春音艾菈（另譯春音愛良）。
以傳說中的跳躍「極光騰躍」為目標，有著明亮的性格與傑出的運動細胞，而努力練習Prism Show的天宮旋（另譯天宮律舞）。
以及，有著華麗風格且性格孤高，人氣讀者模特兒出生，卻轉為星光舞者的高峰美音。
偶然相遇的3人，探索彼此的夢想。為了讓美夢成真，共同以「星光天后」作為目標。這是個經歷吵架、為在意的男生心跳、以及一起煩惱，並伴隨著舞蹈、戀愛、唱歌、時尚的故事…，3人為目標全力以赴。

### 星光少女 美夢成真（第2期）
在本篇《極光之夢》結束後三年，艾菈等人從Pretty Top演藝學校結業並學有所成，之後有了全新生力軍的加入，包含了玲奈、果鈴、彩海三人組成的團隊「Prism Mates（プリズムメイツ）」，與後來加入的美愛，演變成四人明星團體「Prizmmy☆」並走上成名之路；後來有來自南韓的五位女性星光留學生加入了Dear Princess演藝學院，並與Prizmmy☆四人聯袂演出。

### 星光少女 彩虹舞台（第3期）
主角彩瀨鳴是個只要聽音樂就能感受到聲音的顏色，想像力豐富的中學二年級女孩，擅長裝飾各式小物，夢想是希望能夠開一間如「Dear Crown」那樣引領時尚潮流的店。
一天，她得知了即將開設的新店舖，將募集會跳星光舞蹈的女中學生作店長。小鳴也參加了甄選，並在眾多參加者中脫穎而出，一路來到了最終面試。只是當小鳴正準備跳舞時，眼前卻突然展開一片未曾見過的舞台景象，在這裏，她遇見了謎一般的少女荊鈴音。
「看的見嗎？彩虹之音樂……」
這群能夠感知音樂的少女，將掀起一陣《星光少女》系列的新旋風！

### 星光少女  群星閃耀（名著选集）
從「極光之夢」、「美夢成真」、「彩虹舞台」前3個系列中，選拔最優秀的星光舞者。
登場的主要人物分別是艾菈、美愛、小鳴，她們以自身的經驗傳遞重要的教訓與心得給本季新角色「啦啦」，為此能夠讓啦啦趕在夏天時以『星光樂園』偶像身份出道。
到底在嚴格的選拔下，新人偶像啦啦會吸取到多少閃耀的教訓呢？讓我們拭目以待
。

## 玩家角色
「彩虹舞台」之前的角色雖然在1-3季以後不再販賣相關商品，但遊完機臺時角色仍可被選擇（迷你裙的角色除外）。

### 初期（第1 - 3季）
機台內的角色設定與劇情。
Asterism（アスタリズム）
此團只限於星光少女迷你裙及其原作漫畫。

「星光少女 迷你裙」機台標誌

此團的私服（未換裝前的衣服）尚未販售相關的星光寶石。
個性及代表色（淺粉色、水藍色、黃色）
髮型顏色及代表色與Takara Tomy的莉卡娃娃角色莉卡、美優、小櫻有許多相同之處。
- 天宮旋（天宮 りずむ（あまみや りずむ），Amamiya Rizumu [39]，配音員：伊藤加奈惠[40]（日本））

遊戲設定：在第1至第3季，在沒有Prism Memory Pass的使用下，作為唯一的角色的選擇。在第1期動畫播放開始，第4季的角色與衣服的Default都有所改變（Prism Stone未使用狀態）。
生日日期：不確定，但自稱自己是「射手座」。
喜歡的人：星光男子組合－Callings的響。自從在Shopping Mall購物時，遇見他後，便對他一見鍾情。儘管積極嘗試接近他，但成效並沒有明顯提高。
最喜歡的食物：Ice Cream
最討厭的食物：Wasabi
- 藤堂花音（藤堂 花音（とうどう かのん），Todo Canon，配音員：小松里歌（日本））

遊戲認定：使用Prism Memory Pass，玩機台多過一次以上；並得到青銅級別的星光舞者等級，便能選擇此角色。
自稱：我（ワタクシ）
背景：小時候與小旋在溜冰場發生了沖撞，後來卻成為了好朋友，現在亦成為了企鵝老師的徒弟之一。對小旋喜歡上她哥哥的事，並沒作出明顯的反應。
喜歡的人：喜歡星光男子組合－Callings的渡。最初，以哥哥身份作為對待，雖然對他的第一印象是「卑鄙」，但仍然對他一見鍾情，原因是「他擁有我沒有的東西」。
興趣：烹飪，（在故事多次出現）吐糟小旋與莎莉娜的糊塗的事。
2012年2月16日初次發售的「Pivot & Serenon Coord Set」中，一部份的Prism Stone的背面起用了有Model穿著衣服作示範的圖貼。
- 城之內莎莉娜（城之內 セレナ（じょうのうち セレナ），Jonouchi Serena，配音員：佐藤聰美（日本））

遊戲認定：使用Prism Memory Pass，並得到黃金級別（22萬5千分點）的星光舞者等級，便能選擇此角色。
背景：財政能力強大。在故事中曾經因為「火車延遲」而以動用資金使用私人直升包機，然後包機就會出現在附近。
技能：精通日文、英文、法文這3種語言，在故事中被多次強調甚高的語言能力。
2012年2月16日初次發售的「Pivot & Serenon Coord Set」中，一部份的Prism Stone的背面起用了有Model穿著衣服作示範的圖貼。
Play in Miniskirt（ミニスカートであそぶ）
- 美宥美宥（Miyu Miyu，配音員：竹内美宥（日本））
- 晴香（Haruu，配音員：島田晴香（日本））
- 小奈（Na-chan，配音員：森杏奈（日本））

### 第一期（第4 - 8季）
MARs（第4 - 13季）
- 春音艾菈（春音愛良）（聲：阿澄佳奈）
- 天宮旋（天宮律舞）（聲：原紗友里） - 第4季聲優改變
- 高峰美音（聲：片岡梓） - 第7季登場

SERENON with K（第4 - 13季）
- 城之内莎莉娜（聲：佐藤聰美） - 可以選擇Prism Memory Pass使用22萬5千分點。
- 藤堂花音（聲：小松里歌）- 使用Prism Memory Pass能選擇以下遊戲角色。
- 久里須要（聲：伊藤加奈惠） - 第9季登場[49]

### 第二期（第9 - 13季）
Prizmmy☆（第9 - 13季）
- 上葉美愛（聲：大久保瑠美）
- 深山玲奈（聲：高森奈津美）
- 志志美果鈴（聲：津田美波）[50]
- 大瑠璃彩海（聲：佐倉綾音） - 可以選擇Prism Memory Pass使用3萬分點[19]。

PURETTY（第10 - 13季）
- 慧仁
- 時倫（聲：金香里）
- 在恩（聲：米澤圓）[51]
- 彩暻（聲：明坂聰美）[51]
- 沼珉（聲：三宅麻理惠）[51]

### 第三期（第1 - 5階段）
HAPPY RAIN♪
- 彩瀨鳴（聲：加藤英美里）
- 福原杏（聲：芹澤優）
- 涼野糸（聲：小松未可子）[52]

Bell ♡ Rose
- 蓮城寺貝兒（聲：戶松遙） - 第2階段後可被選擇
- 小鳥遊聲羽（聲：後藤沙緒里） - 第2階段後可被選擇[53]
- 森園若菜（聲：內田真禮） - 第2階段後可被選擇[54]

其他
- 荊凜音（聲：佐倉綾音）- 期間限定[55]
- 天羽純音（聲：宍戶留美）- 期間限定[56]
- 北條宇（聲：山本希望）- 3DS限定[57]

## 用語解說
- 星光時秀『プリズムショー』

以Dance Skate（類似溜冰鞋、可以作任何跳躍及舞蹈表演的架空運動）+時尚美感+歌曲，3種元素所組成的全新歌舞表演：「星光時尚秀」。一種結合歌舞、花式溜冰的新型態運動競技，包含了男子、女子個別的比賽種類，以及男女成對演出等多種參賽類型。以成力最高時尚與舞蹈為魅的「Prism Queen」為目標。第2季 - 第6季的迷你裙（Mini Skirt）模式並不是名為「Prism Show」（プリズムショー），而是以「Debut」（デビュー）作為稱呼。
- 克拉（Karat）『カラット』

遊戲的分數。通過Prism Show，計算服飾搭配與Prism Show的表現的總和，所得出來的最終分數。
- 每週獎勵（Weekday bonus）『ウィークデーボーナス』

每星期使Prism Memory Pass登入遊戲，Prism Show的分點會在總分上雙倍加乘。
- 星光應援發送分點（Fans Calls Sending Point）『ファンコール送付ポイント』（第4季 - ）

通過使用Prism Memory Pass，發送Fans Calls給Pretty Magazine的搭配（投票），每日一次可為分點增加1000克拉。如果把Fans Calls投票給自己的話，自己的分點不會增加。
- 購入Prism Stone的額外克拉獎勵『プリズムストーン購入ボーナスカラット』

如果用Prism Memory Pass使用「Prism Stone購買」（プリズムストーンをかう），購入時額外分點亦會同時加算。
- 光顧獎勵（Visit Bonus）『来店ボーナス』（第10季 - ）

如果在Prism Stone Shop購買多於指定金額的時候，分點就會增加（基本消費3000円以上可得10000克拉），分數會在其後透過Prism Memory Pass增加在遊戲當中。
- 星光跳躍（Prism Jump）『プリズムジャンプ』

在最大型Prism Show表演中，最精彩的場面就是特別跳躍。一個階段有4個跳躍，會插入在舞蹈之間或舞蹈的最後。按照服飾的搭配種類或玩家的排名，存在各式各樣的跳躍種類。
- 完美跳躍（Perfect Jump）『かんぺきジャンプ』

因把握跳躍時機的結合才會出現的跳躍，可為分數增加200克拉。
- 驚喜跳躍（Surprise Jump）『サプライズジャンプ』

使用Surprise Stone（サプライズストーン）、Aurora Dream Stone（オーロラドリームストーン）、5個不同品牌的Stone或只有一個品牌的Stone，全部都會增加發生驚喜跳躍的機會，成功跳躍可為分數增加400克拉。
- 星光舞台劇（Prism Act）『プリズムアクト』（第9季 - 第13季）

在第二期所創的新表演，可以一個人或多人完成。於第9季系統所出現新技能「Prism Act」。合計4回的跳躍是否完美跳躍或驚喜跳躍，若在其中1回合以上成功跳出的話，跳舞的結尾就會出現「Act Line」，便能挑戰「Prism Act」。
- 星光演會（Prism Live）『プリズムライブ』（Session01 - 06）

在第三期所創的新表演，少女星光舞者在跳躍時，與神秘的幸運夥伴帶動星光時尚秀的高潮，以幸運夥伴轉化的樂器進行演奏，以此吸引觀眾。於Session01系統所出現新技能「Prism Live」，而在新技能推出的同時，卻取代以往的星光舞台劇（Prism Act）。合計4回的跳躍是否完美跳躍或驚喜跳躍，若在其中1回合以上成功跳出的話，跳舞的結尾就會出現「Prism Rainbow Instruments」，便能挑戰「Prism Live」。
星光演唱會最高連續跳躍為「八連跳」，後來增為「十連跳」。
- Pretty Magazine『プリティーマガジン』

刊載其他玩家搭配的虛構的雜誌。Prism Show結束後，這本雜誌會掲載其他玩家的搭配（最多3名），搭配將成為贈送Falls Call的對象。還有，如果不投入金幣，按下藍色的按鈕，可以一邊翻閱雜誌，一邊欣賞其他玩家的搭配作品，並可發送Fans Calls給喜歡的作品。
2011年10月27日發售的「Deluxe Coordinates Stone Set」（デラックスコーデストーンセット）附帶發行。
- 星光記憶通行証（Prism Memory Pass）『プリズムメモリーパス』

是用來紀錄比賽分數的記憶咭。簡稱「Memo Pass」。記載克拉分點、時尚排名等資料。
不過Magazine以及Style Book會時有附送裝飾貼紙的情况，發生了有關第8季裝飾貼紙的問題。如把裝飾貼紙貼在通行証上的話，將無法讀取通行証的數據。因此，呼籲玩家不要把裝飾貼紙貼在通行証上（如果你已經貼上的話請撕下）。
第4期動畫後停售。

## 競賽
第一期
- 晶瑩純白婚紗系列盃（Pure Wedding Series）

比賽共有3場，勝出三場比賽將獲得「晶瑩水晶后冠（Pure Crystal Tiara）」、「晶瑩純白婚紗（Pure White Wedding）」和「晶瑩水晶高跟鞋（Pure Crystal Highheels）」。
- 星光天后系列盃（Prism Queen Series）

入圍賽共有10場，集中於冬季舉行的一系列比賽，入圍賽的分數會影響星光天后盃的決賽資格。
決賽共有1場，只有前數最高之4名選手也可以進入決賽。在女性星光舞者中，最為頂尖的決戰，優勝者會被授予「星光天后」（Prism Queen）的頭銜，不過在第二期第38集被阿世知欽太郎取消掉。
第二期
- 無尚禮讚交響曲系列盃（Grateful Symphonia Series）

比賽共有6場，勝出比賽將獲得無尚禮讚交響曲系列的Prism Stone之外，決賽的優勝者可被授予「交響曲天后」（Symphonia Queen）的頭銜，並獲得「永恆交響曲后冠（Eternal Symphonia Tiara）」。
- 星光環球盃（Prism World Cup）

比賽內容不詳。只在第五十話將來的畫面得知，這是一個環球性的星光娛樂比賽。
第三期
- 階段大賽（Session Tournament）

是Prism Show的大會，有6大階段，但只有4個計分比賽，有2個是表演為主。
除了第1次大會，星光演奏會（Prism Live）不列入計分項目，其他大會也列入為比賽計分項目。
最後的比賽是與第1季類同的星光天后大賽（Prism Queen Cup）。

## 相關名詞
第一期
- 星光樂園（Prism Paradise, PriPara）[63]

小旋跟美音約會的場景之處，小旋曾說：「俘獲帥哥的星光樂園約會」及「星光樂園最有人氣了」此類的話題，讓美音尷尬不已。
第二期
- 星光賽車道（Prism Race）

星光夏日祭開幕戰——神戶戰的比賽地點，因為這裡是賽道，所以比賽規則一定要為機器賽跑的規則，要通過各類關卡，然後進行星光時尚秀。
- 星光客船（Prism Passenger Ship）

星光夏日祭中繼戰——橫濱戰的比賽地點，尋找藏在客船的稜石，以尋找的稜石作為演出服的搭配，尋找稜石的過程中與星光時尚秀得到最多的星光應援決定贏家。
- 台場維納斯（Venus Odaiba）

有星光時尚秀的舞台，Pretty Top每期都有定期公演。
- 星光動物園（Prism Zoo）

有星光時尚秀的舞台和動物園。
- 星光勇者（Prism Quest）

Pretty Top贊助的遊戲。遊戲主角為Prizmmy☆與PURETTY，壞人則是由企鵝老師、拉拉、貝貝和咪咪擔任。
- 風之村莊（Wind Village）

會利用風力來進行星光時尚秀。今日子曾經在此處進行過一次星光時尚秀，P&P則是第二次登場。
- 教堂舞台（Church Stage）

Sprouts和COSMOs曾在購物中心中的教堂舞台進行星光時尚秀，兩隊都在此舞台跳出新的星光舞台劇。
第三期
- 薔薇學園『エーデルローズ』（Edel Rose）

一所匯集全國星光舞者（Prism Star）精英的訓練學院，就讀學生都是精選出來的星光練習生。學院具有專業的設備，讓他們有舒適的環境下練習Prism Show。超人氣的Dear Crown代言人－天羽純音都是在此就讀。
蓮城寺貝兒、小鳥遊音羽、森園若菜也就讀於此學院。

## 外部連結
- （日語）Taraka Tomy《星光少女 群星閃耀》商品官網 （页面存档备份，存于）
- （日語）Taraka Tomy《星光少女 群星閃耀》遊戲官網 （页面存档备份，存于）
- （日語）動畫官網※音量注意
- （日語）東京電視台《星光少女 極光之夢》官網 （页面存档备份，存于）
- （日語）東京電視台《星光少女 美夢成真》官網
- （日語）東京電視台《星光少女 彩虹舞台》官網 （页面存档备份，存于）
- （日語）東京電視台《星光少女 群星閃耀》官網
- （日語）Avex《星光少女 彩虹舞台》官網 （页面存档备份，存于）
- （日語）《星光少女 群星閃耀 星光☆十強》劇場版官網 （页面存档备份，存于）
- （日語）《星光少男》劇場版官網 （页面存档备份，存于）
- （繁體中文）台灣群英社官網 （页面存档备份，存于）
- （繁體中文）台灣群英社官網 （页面存档备份，存于）
- （繁體中文）台灣群英社《星光少女》專頁的Facebook專頁